# ぼっかけ (福井県)
ぼっかけは、福井県の郷土料理。ぼっかけ汁、ぼっかけ飯、ぼっかけご飯とも呼ばれる。
根菜や糸こんにゃくなどの具が多く入った熱い汁をご飯にかけて食べる料理である。福井県では大正初期から食されている。
「ぼっかけ」には「ぶっかける」が語源になったとする説のほかに、客人に振る舞う料理であり帰ろうとした客を追いかけて（ぼっかけて）引き留めるほど美味い料理から名づけられたとする説がある。
坂井市、勝山市、越前市などでみられる料理であり、広く親しまれている「ぼっかけ」であるが、使用する具材、食べ方、味付けは地域によってさまざまであり、大きな違いがある。
勝山市ではご飯に赤いカマボコや三つ葉の入った出汁をかけて、ワサビや海苔を添えるお茶漬けのような食べ方をする。また、勝山市ではご当地グルメとして勝ち山ボッカケの普及を図っている。
越前市では具材に豆腐が必須となっている。